# Orimarga (Orimarga) varuna
Orimarga (Orimarga) varuna is een tweevleugelige uit de familie steltmuggen (Limoniidae). De soort komt voor in het Oriëntaals gebied.